# Nisko
Pour les articles homonymes, voir Nisko (homonymie).
Nisko est une ville de la voïvodie des Basses-Carpates, dans le sud-est de la Pologne. Elle est le chef-lieu du powiat de Nisko. Sa population s'élevait à 15 479 habitants en 2012.

## Histoire
Depuis le premier partage de la Pologne en 1772 jusqu'en 1918, la ville fait partie de la monarchie autrichienne (empire d'Autriche), puis Autriche-Hongrie (Cisleithanie après le compromis de 1867), chef-lieu du district de même nom, l'un des 78 Bezirkshauptmannschaften (powiats) en province (Kronland) de Galicie. Le sort de cette province fut dès lors disputé par la Pologne et la Russie soviétique, jusqu'à la paix de Riga signée le 18 mars 1921.
En septembre 1939, Adolf Eichmann fait construire dans la campagne à douze kilomètres de Nisko, à Zarzecze, le camp de transit destiné à accueillir les « Juifs » devant être « réinstallés » (Umsiedlung) dans une grande « réserve » du Gouvernement général selon le plan Nisko, étape de la Solution finale abandonnée au bout de six mois. Un an plus tard, le 20 janvier 1942, la conférence de Wannsee décide la mise en œuvre des mesures d'extermination de masse.

## Sports
Clubs de football :
- MKS Sokol Nisko (Ligue 4)
- LZS Podwolina (Nisko)(Ligue 5)
- Armes Raclawice (Nisko)(Ligue 7)

Club de volleyball : club Orkan Nisko (Ligue 3).